# Ronde van Vlaams-Brabant 2020
De 23ste editie van de Ronde van Vlaams-Brabant was een meerdaagse wielerwedstrijd en werd van 5 tot en met 9 augustus 2020 in Vlaams-Brabant verreden. De 5-daagse ronde ging van start in Linden en eindigde met een slotrit in Rillaar.

## Voorafgaand
Normaal gezien had de Ronde van Vlaams-Brabant plaatsgevonden van 22 tot en met 26 juli, maar lang was het onduidelijk of deze 23ste editie wel kon doorgaan, gezien de coronapandemie die dat jaar was uitgebroken. De oorspronkelijke periode werd afgekeurd door de Nationale Veiligheidsraad, maar in mei vond de organisatie vzw Ronde van Vlaams-Brabant een vervangperiode van 5 tot en met 9 augustus. Na de heropflakkering van COVID-19 in België kwamen de burgemeesters van Lubbeek, Tienen, Bertem, Aarschot en Holsbeek samen om te overleggen of de ronde al dan niet kon doorgaan. Maar een week voor de start in Linden gaf de organisatie groen licht.
Uitzonderlijk voor deze editie mochten renners met profcontract deelnemen aan de ronde, dit zorgde voor deelnames van Telenet-Baloise Lions, Alpecin-Fenix, Pauwels Sauzen-Bingoal en Bingoal-Wallonie Bruxelles.

## Hittegolf
Tijdens de Ronde van Vlaams-Brabant had België te maken met een hittegolf. Tijdens sommige ritten stegen de temperaturen tot boven de 35 °C. De rit in Kumtich werd met 22,5 km ingekort vanwege de te hoge temperatuur van 38 °C.

## Rit-overzicht

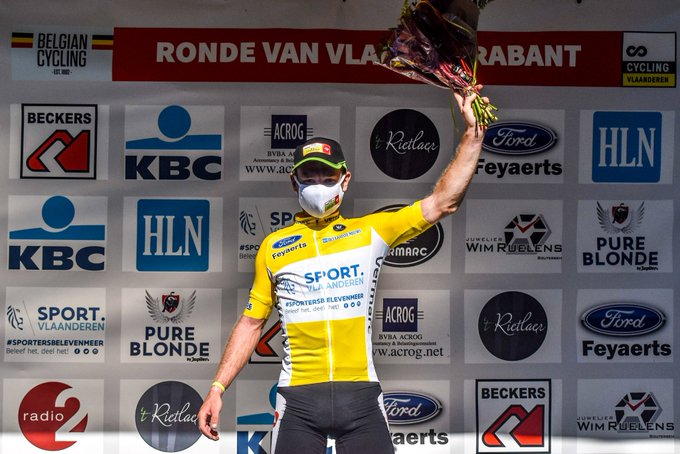
De winnaar van de Ronde van Vlaams-Brabant 2020 Niels Merckx.

| Datum      | Rit | Start – finish        | Afstand (km) | Type       | Winnaar            | Ploeg         | Klassementsleider  |
| ---------- | --- | --------------------- | ------------ | ---------- | ------------------ | ------------- | ------------------ |
| 5 augustus | 1   | Linden - Linden       | 136.5        | Vlakke rit | David Van der Poel | Alpecin-Fenix | David van der Poel |
| 6 augustus | 2   | Nieuwrode - Nieuwrode | 135          | Vlakke rit | Roy Jans           | Alpecin-Fenix | David van der Poel |
| 7 augustus | 3   | Bertem - Bertem       | 143          | Vlakke rit | Jonas Rickaert     | Alpecin-Fenix | Niels Merckx       |
| 8 augustus | 4   | Kumtich - Kumtich     | 135 112.5    | Vlakke rit | David van der Poel | Alpecin-Fenix | Niels Merckx       |
| 9 augustus | 5   | Rillaar - Rillaar     | 148.8        | Vlakke rit | David van der Poel | Alpecin-Fenix | Niels Merckx       |

## Alpecin-Fenix

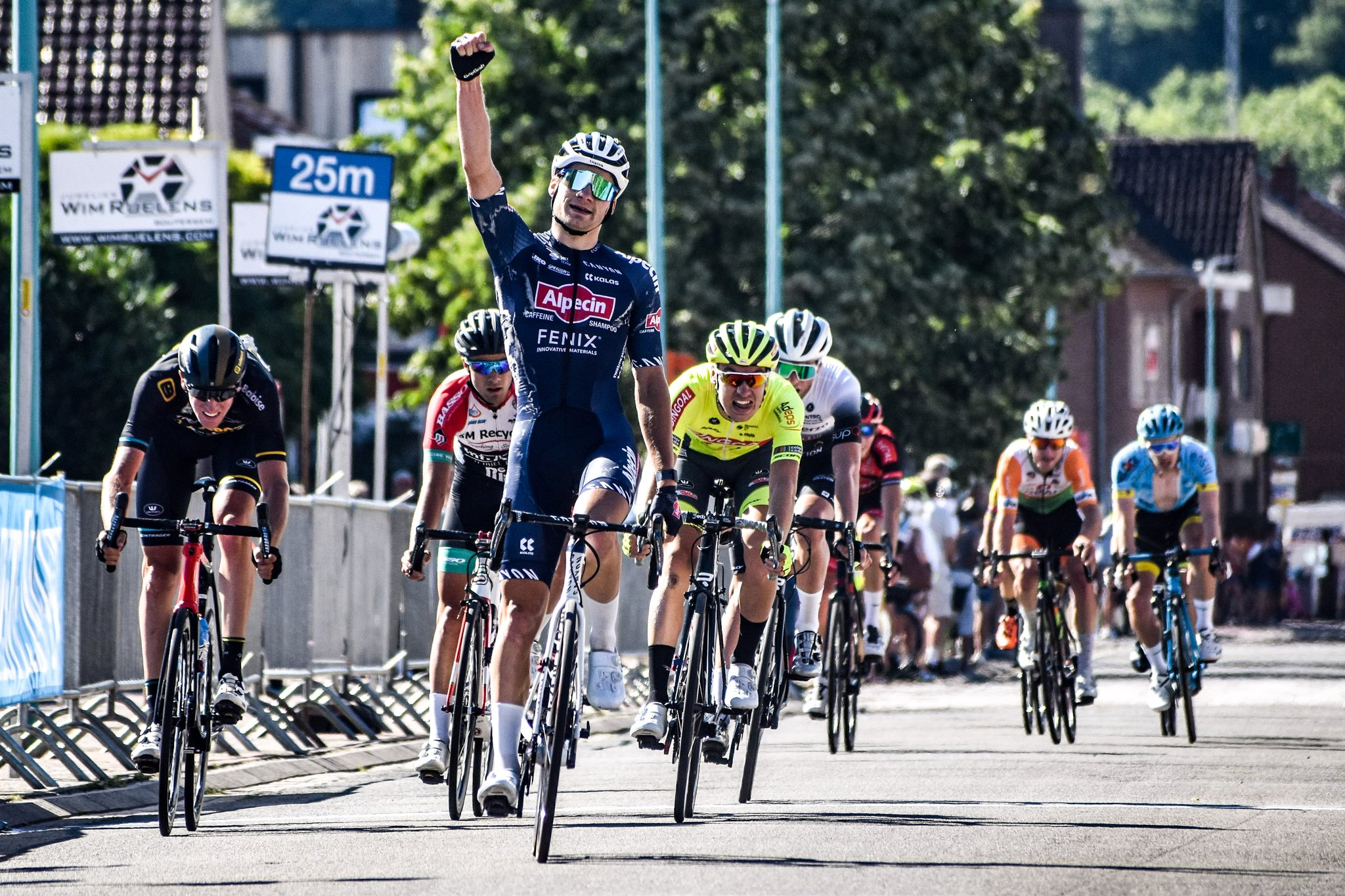
David van der Poel na zijn winst in de openingsrit, hierna zouden er nog twee rit-overwinningen bijkomen.

Opvallend aan deze Ronde van Vlaams-Brabant is dat alle ritten gewonnen werden door Alpecin-Fenix, drie daarvan trok David van der Poel naar zich toe, de andere werden gewonnen door Roy Jans en Jonas Rickaert. Naast drie ritzeges vertegenwoordigde David van der Poel Alpecin-Fenix op de eerste plaats bij het puntenklassement, hij ging naar huis met de groene trui.